# The Detroit Cobras
Die Detroit Cobras sind eine US-amerikanische Rockband aus Detroit, Michigan. Gegründet wurde die Band im Jahr 1994. Die Band hat sich hauptsächlich Coverstücken, d. h. dem Nachspielen von Liedern anderer Gruppen, verschrieben.

## Diskografie

### Alben
- 1998: Mink Rat or Rabbit (Sympathy for the Record Industry)
- 2001: Life, Love and Leaving (Sympathy for the Record Industry)
- 2005: Baby (Bloodshot Records)
- 2007: Tied and True (Bloodshot Records)

### Singles und EPs
- 1996: Over to My House (7", Black Mamba)
- 1996: Village of Love (7", Human Fly)
- 1996: Ain't It a Shame (7", Scooch Pooch)
- 2004: Seven Easy Pieces (EP, Rough Trade Records)